# Lars Karlsson (Eishockeyspieler, 1960)
Lars Olof Karlsson (* 28. Juni 1960 in Kiruna) ist ein ehemaliger schwedischer Eishockeyspieler. 

## Karriere
Lars Karlsson begann seine Karriere als Eishockeyspieler in seiner Heimatstadt in der Nachwuchsabteilung von Kiruna AIF, für dessen Profimannschaft er von 1976 bis 1979 in der zweitklassigen Division 1 aktiv war. Anschließend spielte der Verteidiger fünf Jahre lang für Leksands IF in der Elitserien. Zur Saison 1984/85 wechselte er innerhalb der Elitserien zu IF Björklöven, mit dem er in der Saison 1986/87 den schwedischen Meistertitel gewann. In der Saison 1988/89 stieg der Linksschütze mit seiner Mannschaft in die zweitklassige Division 1 ab. Aus dieser erreichte er mit IF Björklöven in der Saison 1992/93 den Wiederaufstieg in die Elitserien. In der Saison 1993/94 lief er für den Lycksele SK in der drittklassigen Division 2 auf, ehe er seine Karriere im Alter von 34 Jahren beendete. 

### International
Für Schweden nahm Karlsson im Juniorenbereich an der U18-Junioren-Europameisterschaft 1978 sowie den U20-Junioren-Weltmeisterschaften 1979 und 1980 teil. Bei allen drei Turnieren gewann er mit seiner Mannschaft jeweils die Bronzemedaille. 
Im Seniorenbereich stand er im Aufgebot seines Landes bei der Weltmeisterschaft 1987 sowie bei den Olympischen Winterspielen 1988 in Calgary. Zudem vertrat er Schweden 1987 beim Canada Cup. Bei der WM 1987 gewann er mit seiner Mannschaft die Gold-, bei den Winterspielen 1988 die Bronzemedaille.

## Erfolge und Auszeichnungen
- 1987 Schwedischer Meister mit IF Björklöven
- 1993 Aufstieg in die Elitserien mit IF Björklöven

### International
- 1978 Bronzemedaille bei der U18-Junioren-Europameisterschaft
- 1979 Bronzemedaille bei der U20-Junioren-Weltmeisterschaft
- 1980 Bronzemedaille bei der U20-Junioren-Weltmeisterschaft
- 1987 Goldmedaille bei der Weltmeisterschaft
- 1988 Bronzemedaille bei den Olympischen Winterspielen